# Обични делфин
Обични делфин (лат. Delphinus delphis) је морски сисар из породице океанских делфина (Delphinidae) и парвореда китова зубана (Odontoceti). 

## Распрострањење
Ареал обичног делфина обухвата приобалне делове северног Атлантика, Средоземно море са заливима, источне обале Пацифика, као и воде у околини Јапанских острва, Тасманије, Новог Зеланда и неколико острва Океаније.

## Угроженост
Ова врста се не сматра угроженом јер је широко распрострањена и бројна врста.